# Diecezja Granada
Diecezja Granada (łac. Dioecesis Granadensis, hiszp. Diócesis de Granada) – rzymskokatolicka diecezja ze stolicą w Granadzie w Nikaragui.
Obecnie biskupem Granady jest Jorge Solórzano Pérez. Bernard Hombach jest biskupem rezydentem.
Na terenie archidiecezji żyje 2 zakonników i 149 sióstr zakonnych.

## Historia
Diecezja Granada powstała 2 grudnia 1913.